# Vérandas Willems-Crelan
El Vérandas Willems-Crelan (código UCI: VWC) fue un equipo ciclista profesional belga de categoría Profesional Continental creado en 2013 y desaparecido en 2018 tras fusionarse con el Roompot-Nederlandse Loterij.

## Material ciclista
Las bicicletas de competición utilizadas fueron del fabricante estadounidense Specialized.

## Clasificaciones UCI
A partir de 2005 la UCI instauró los Circuitos Continentales UCI, donde el equipo está desde que se creó en 2013, registrado dentro del UCI Europe Tour y habiendo competido también en el UCI Asia Tour. Las clasificaciones del equipo y de su mejor corredor son las siguientes:

### UCI Asia Tour
| Temporada | Clasificación por equipos | Mejor corredor       | Posición |
| 2016      | 75.º                      | Aidis Kruopis        | 294.º    |
| 2018      | 88.º                      | Elias van Breussegem | 412.º    |

### UCI Europe Tour
| Temporada | Clasificación por equipos | Mejor corredor  | Posición |
| 2013      | 80.º                      | Olivier Pardini | 392.º    |
| 2014      | 35.º                      | Gaëtan Bille    | 54.º     |
| 2015      | 5.º                       | Dimitri Claeys  | 3.º      |
| 2016      | 7.º                       | Timothy Dupont  | 2.º      |
| 2017      | 8.º                       | Wout van Aert   | 11.º     |
| 2018      | 12.º                      | Sean De Bie     | 38.º     |

## Palmarés
Para años anteriores, véase Palmarés del Vérandas Willems-Crelan

### Palmarés 2018

#### Circuitos Continentales UCI
| Fechas       | Circuito             | Carreras                             | Ganador       |
| 3 de febrero | UCI Europe Tour 2018 | 4.ª etapa de la Estrella de Bessèges | Sean De Bie   |
| 2 de agosto  | UCI Europe Tour 2018 | 2.ª etapa de la Vuelta a Dinamarca   | Wout van Aert |
| 3 de agosto  | UCI Europe Tour 2018 | 3.ª etapa de la Vuelta a Dinamarca   | Tim Merlier   |
| 5 de agosto  | UCI Europe Tour 2018 | 5.ª etapa de la Vuelta a Dinamarca   | Tim Merlier   |
| 5 de agosto  | UCI Europe Tour 2018 | Vuelta a Dinamarca                   | Wout van Aert |

#### Campeonatos nacionales
| Fechas | Carreras | Ganador |

## Plantilla
Para años anteriores, véase Plantillas del Vérandas Willems-Crelan

### Plantilla 2018
| Nombre               | Nacimiento | Nacionalidad | Equipo 2017                         |
| Sean De Bie          | 03/10/1991 | Bélgica      | Lotto Soudal                        |
| Dries De Bondt       | 04/07/1991 | Bélgica      | Vérandas Willems-Crelan             |
| Mathias De Witte     | 29/03/1993 | Bélgica      | Cibel-Cebon                         |
| Stijn Devolder       | 29/08/1979 | Bélgica      | Vérandas Willems-Crelan             |
| Huub Duijn           | 01/09/1984 | Países Bajos | Vérandas Willems-Crelan             |
| Stan Godrie          | 09/01/1993 | Países Bajos | Vérandas Willems-Crelan             |
| Michael Goolaerts    | 24/07/1994 | Bélgica      | Vérandas Willems-Crelan             |
| Jappe Jaspers        | 01/09/1998 | Bélgica      | Vérandas Willems-Crelan             |
| Aidis Kruopis        | 26/10/1986 | Lituania     | Vérandas Willems-Crelan             |
| Senne Leysen         | 09/03/1996 | Bélgica      | Neoprofesional                      |
| Arjen Livyns         | 01/09/1994 | Bélgica      | Vérandas Willems-Crelan (stagiaire) |
| Tim Merlier          | 30/10/1992 | Bélgica      | Vérandas Willems-Crelan             |
| Stijn Steels         | 21/08/1989 | Bélgica      | Sport Vlaanderen-Baloise            |
| David Tanner         | 30/09/1984 | Australia    | Vérandas Willems-Crelan             |
| Wout van Aert        | 15/09/1994 | Bélgica      | Vérandas Willems-Crelan             |
| Elias van Breussegem | 10/04/1992 | Bélgica      | Vérandas Willems-Crelan             |
| Zico Waeytens        | 29/09/1991 | Bélgica      | Team Sunweb                         |

1. ↑  Fallecido el 8 de abril.
2. ↑  Desde el 1 de marzo.
3. ↑  Hasta el 1 de octubre.

Stagiaires

Desde el 1 de agosto, los siguientes corredores pasaron a formar parte del equipo como stagiaires (aprendices a prueba).
| Corredor       | Nacimiento | Nacionalidad | Equipo 2018                  |
| -------------- | ---------- | ------------ | ---------------------------- |
| Luuc Bugter    | 10/07/1993 | Países Bajos | Delta Cycling Rotterdam      |
| Gil D'heygere  | 30/03/1998 | Bélgica      | VL Technics-Experza-Abutriek |
| Guillaume Seye | 28/11/1996 | Bélgica      | EFC Expo-L&R-Vulsteke        |